# 福寿院 (中野区)
福寿院（ふくじゅいん）は、東京都中野区にある真言宗豊山派の寺院である。

## 概要
1319年（元応元年）、智真によって開山された。
元々は本町5丁目に位置していたが、明和年間（1764年～1772年）に火災に遭い、現在地に移転した。

## 板碑
当寺には3基の板碑がある。中でも文和3年 (1354年) の銘が入った板碑は中野区最古のものである。

## 交通アクセス
- 東京メトロ丸ノ内線中野新橋駅より徒歩3分。